# Jonathan Hill
Jonathan Hill, titulem baron Hill z Oareford, CBE, PC (* 24. července 1960, Londýn, Anglie) je britský politik, od listopadu 2014 evropský komisař pro finanční stabilitu, finanční služby a kapitálový trh v Evropské komisi vedené Jean-Claude Junckerem.
Dne 25. června 2016 oznámil rezignaci na tuto pozici k 15. červenci, a to v reakci na výsledek britského referenda o setrvání země v EU, v němž se Britové těsně vyslovili pro vystoupení z unie. Hillovo portfólio bylo převedeno na Valdise Dombrovskise, který je místopředsedou Komise pro euro a sociální dialog.

## Biografie
Studoval na Highgate School v Londýně a na Trinity College v Cambridgi.
V letech 1985 až 1986 pracovalo v aparátu britských konzervativců (Conservative Research Department), poté do roku 1989 jako speciální poradce Kennetha Clarka na ministerstvech pro zaměstnanost, pro obchod a průmysl a na ministerstvu zdravotnictví. V letech 1989 až 1991 pracoval pro marketingovou a PR firmu Lowe Bell Communications v letech 1991 a 1992 pracoval v politickém odboru britského konzervativního premiéra sira Johna Majora, v letech 1992 až 1994 jako jeho politický tajemník a vedoucí jeho politického odboru.
Dne 27. květen 2010 byl královnou povýšen na barona Hilla z Oarefordu v hrabství Somerset. Je doživotním členem Sněmovny lordů, horní komory britského parlamentu, za Konzervativní stranu.

## Vyznamenání
- CBE (1995)
- Baron (2010).